# Javi Leal
Francisco Javier Leal Pérez (El Puerto de Santa María, 28 de julio de 2003), más conocido como Javi Leal, es un jugador profesional de pádel español. Ocupa la 36.ª posición del ranking World Padel Tour y juega en la posición del revés junto a Fran Guerrero.